# ديفيد ستيوارت (لاعب كريكت)
ديفيد ستيوارت (22 مايو 1948 - ) (بالإنجليزية: David Stewart)‏ هو لاعب كريكت بريطاني. شارك مع منتخب اسكتلندا الوطني للكريكت.

## وصلات خارجية
- ديفيد ستيوارت على موقع إي آس بي آن كريك إنفو (الإنجليزية)